# Тарханов, Павел Васильевич
Павел Васильевич Тарханов (23 октября [3 ноября] 1787, Углич, Ярославское наместничество — 16 [28] марта 1839, Санкт-Петербург) — астроном, действительный член Петербургской академии наук; статский советник.

## Биография
Родился 23 октября (3 ноября) 1787 года в Угличе в семье приходского священника Василия Андреевича Тарханова. Брат портретиста Ивана. Образование получил в Главном педагогическом институте.
В 1811 году принят в число членов Петербургской академии наук в качестве астронома, находясь под руководством профессора Ф. И. Шуберта. В 1819 году участвовал в качестве астронома в морской экспедиции капитанов М. Н. Васильева и Ф. Ф. Беллинсгаузена в Индийский океан. По возвращении в Петербург в 1822 году был награждён орденом Святого Владимира 4-й степени и назначен адъюнкт-профессором академии, а в 1826 году стал экстраординарным академиком. С 1828 года ему поручена была редакция Российского календаря, и эту обязанность он исполнял до самой смерти. С 1832 года он преподавал астрономию в офицерском классе Морского кадетского корпуса.
Написал «Calcul des oppositions de Jupiter et Saturne», «Longitude de Rio Janeiro» и перевёл «Лекции астрономии» Й. И. Литтрова, снабдив их своими примечаниями.
Умер в Санкт-Петербурге 16 (28) марта 1839 года.